# Sosimos (Töpfer)
Sosimos war ein griechischer Töpfer, tätig in Athen im letzten Viertel des 6. Jahrhunderts v. Chr.
Er ist nur bekannt durch seine Signaturen auf Fragmenten einer Phiale aus Eleusis.
Aufgrund des ähnlichen Stils wurde auch das Fragment einer Phiale Athen, Nationalmuseum Akr. 1156 sowie eine Schalenfragment Athen, Nationalmuseum Akr.1078 dem gleichen Maler wie die Fragmente in Eleusis zugewiesen.